# Людвігіт
Людвігіт — мінерал, крайній та найпоширеніший магній-залізистий ендогенний борат з серії людвігіту–вонсеніту.

## Загальний опис
Хімічна формула:
- 1. За Є. Лазаренком: Mg2Fe3+[O2|BO3].
- 2. За «Горной энциклопедией», т.3, Москва, 1987 р.: (Mg, Fe2+,Mn2+)2(Fe3+,Al, Sn4+) ВО3O2.

Сингонія ромбічна. Кристали призматичні, голчаті; радіально-променисті і заплутано-волокнисті агрегати. Густина 3,70-4,75. Тв. 5. Колір густо-зелений, чорний. Парамагнітний Л. поширений у магнезійних скарнах, кальцифірах і доломіті контактово-метасоматичних родовищ; ендогенно заміняється сайбеліїтом, гіпергенно — гідроксидами заліза. Супутні мінерали: суаніт, котоїт і інші борати. Входить до складу борних руд.
За іменем австр. хіміка Е. Людвіга (Е. Ludwig, 1842—1915), G. Tschermak, 1874.

## Різновиди
Розрізняють:
- людвіґіт алюмініїстий (різновид людвіґіту, який містить до 11 % Al2O3);
- людвіґіт залізний (різновид людвіґіту, в якому 25 % MgO заміщено Fe2O3);
- людвіґіт корейський (людвіґіт);
- людвіґіт магніїстий (різновид людвіґіту, в якому Mg>Fe);
- людвіґіт марганцевий (пінакіоїліт);
- людвіґіт-пейджит (мінеральний вид змінного складу — (Mg, Fe2+)2Fe3+[O2|BO3], властивості і склад якого змінюються від крайнього магніїстого різновиду людвіґіту — Mg2 Fe3+[O2 | BO3] до крайнього залізистого різновиду пейджиту — (Fe2+)2Fe3+[O2 | BO3].